# 呪禁
呪禁（じゅごん）は、道教に由来する術（道術）で、呪文や太刀・杖刀を用いて邪気・獣類を制圧して害を退けるものである。

## 概要
呪禁の中でも特に持禁（）と呼ばれるものは、気を禁じて病気の原因となる怨気・鬼神の侵害を防ぎ、身体を固めて各種の災害を防止する役割があった（『令義解』・「医疾令」）。また、出産時にも呪禁が行われて母子の安産を図った。そのため、古代においては一種の病気治療の手段の1つとして考えられ、日本の律令制にも典薬寮に呪禁博士（）・呪禁師（）が設置された。早い時期に呪禁に関する職制は衰微していき、同じく道術の要素を取り入れて占いなどにあたった陰陽道の役割拡大とともに、陰陽師が呪禁などによる病気平癒のための術を行使するようになった。なお、呪禁職制衰退の背景には、奈良時代後期に続いた厭魅（）や蠱毒（）に関わる事件との関連も指摘されている。